# Піві-малюк вохристий
Піві-малюк вохристий (Empidonax fulvifrons) — вид горобцеподібних птахів родини тиранових (Tyrannidae). Мешкає в США, Мексиці і Центральній Америці.

## Опис
Довжина птаха становить 11,5-13 см. Верхня частина тіла сіра або оливково-сіра, крила і хвіст більш темні, чорнуваті. Нижня частина тіла охристі, груди характерного жовтувато-оранжевого кольору. На крилах білі смуга, навколо очей білі кільця. Дзьоб і хвіст відносно короткі.

## Підвиди
Виділяють шість підвидів:
- E. f. pygmaeus Coues, 1865 — південний захід США (південно-східна Невада) і північно-західна Мексика (Сонора, Коауїла);
- E. f. fulvifrons (Giraud Jr, 1841) — північно-східна Мексика (Тамауліпас, Сан-Луїс-Потосі);
- E. f. rubicundus Cabanis & Heine, 1860 — центральна Мексика (від Чіуауа і Дуранго до Герреро і Веракрусу);
- E. f. brodkorbi Phillips, AR, 1966 — південна Мексика (долина Ріо-Моліни на півдні Оахаки);
- E. f. fusciceps Nelson, 1904 — від південно-східної Мексики (Чіапас) до Гватемали і Сальвадору;
- E. f. inexpectatus Griscom, 1932 — Гондурас.

## Поширення і екологія
Вохристі піві-малюки гніздяться в горах Сполучених Штатів Америки, Мексики, Гватемали, Сальвадору і Гондурасу. Північні популяції взимку мігрують на південь. Вохристі піві-малюки живуть в гірських дубових, соснових і мішаних лісах, на гірських схилах, порослих чагарниками і деревами та на гірських луках. Зустрічаються на висоті від 600 до 3500 м над рівнем моря. Живляться комахами та іншими дрібними безхребетними, на яких вони чатують, сидячи на гілці або яких шукають серед листя. Сезон розмноження в США триває з кінця травня по липень, в Мексиці з березня по вересень. В кладці 2 яйця.